# 기무라 다케시 (배우)
키무라 타케시(1977년 9월 28일 ~ )는 일본의 배우였다.

## 내력
1994년부터 가수로 활동하다 해당작을 기점으로 배우 일을 하게 되었다. 그러다가 2006년 4월 15일 결혼과 동시에 연예 활동을 은퇴하여 현재는 사이타마현의 부동산 중개회사인 피탓 하우스에서 은행가로 근무 중이다.

## 출연작

### TV 드라마
- 2002년 ~ 2003년 가면라이더 류우키 - 스도 마사시 / 가면라이더 시저스 역
- 2009년 - 가면라이더 디케이드 - 스도 마사시 / 가면라이더 시저스 역